# MBR-7 (航空機)
MBR-7
- 用途：短距離偵察爆撃飛行艇
- 製造者：ベリエフ設計局
- 運用者： ソビエト連邦
- 生産数：未生産

ベリエフ MBR-7（Beriev MBR-7、ベリエフ MS-8)は、タガンログのベリエフ設計局によって開発されたソビエトの短距離偵察・爆撃飛行艇である。

## 概要
MBR-2の後継機として設計されたが、エンジン不足のため生産されなかった。初飛行は1937年。

## 開発
MBR-7(モルスコイ・ブリジニ・ラズヴェドチク-海軍短距離偵察機)は、以前のMBR-2と同様の構成だが、より高度な設計である。主に木製のカンチレバー肩翼単葉飛行艇である。エンジンは、プロペラを駆動する翼の上の支柱に取り付けられている。機首の密閉されたコックピットにいるパイロットは、固定された前方発射機関銃にアクセスでき、砲手はガラス張りの天蓋の下に座る設計である。
同機は優れた性能を持っていたが、クリーモフエンジンの供給不足のためにMBR-2の構築を継続することが決定され、MBR-7は生産されなかった。

## 運用国
ソビエト連邦
- ソビエト海軍

## 仕様
The Illustrated Encyclopedia of Aircraft (Orbis Publishing)からのデータ。

### 諸元
- 乗組員:2(パイロット、オブザーバー/ガンナー)
- 長さ:10.6メートル(34フィート9インチ)
- 全幅:13.0メートル(42フィート8インチ)
- 翼面積:13.0メートル2(140平方フィート)
- パワープラント:1 ×クリーモフM-103 V-12液冷ピストンエンジン、710 kW(950 hp)

### 性能
- 最高速度:376,234メートル(203,4フィート)で毎時300キロ(14マイル、100キロ)
- 航続距離: 1,215 km (755 mi, 656 nmi)
- 実用上昇限度: 8,500 m (27,900 ft)

### 武装
- 銃:7台の固定銃と63台のShKAS機関銃。
- 爆弾: 500 kg (1,100 lb)